# Meilly-sur-Rouvres
Meilly-sur-Rouvres – miejscowość i gmina we Francji, w regionie Burgundia-Franche-Comté, w departamencie Côte-d’Or.
Według danych na rok 1990 gminę zamieszkiwały 163 osoby, a gęstość zaludnienia wynosiła 11 osób/km² (wśród 2044 gmin Burgundii Meilly-sur-Rouvres plasuje się na 748. miejscu pod względem liczby ludności, natomiast pod względem powierzchni na miejscu 654.).